# San José de Cocodite
Pour les articles homonymes, voir San José.
San José de Cocodite est une localité de la paroisse civile de Pueblo Nuevo dans la municipalité de Falcón, dans l'État de Falcón au Venezuela.

## Environnement

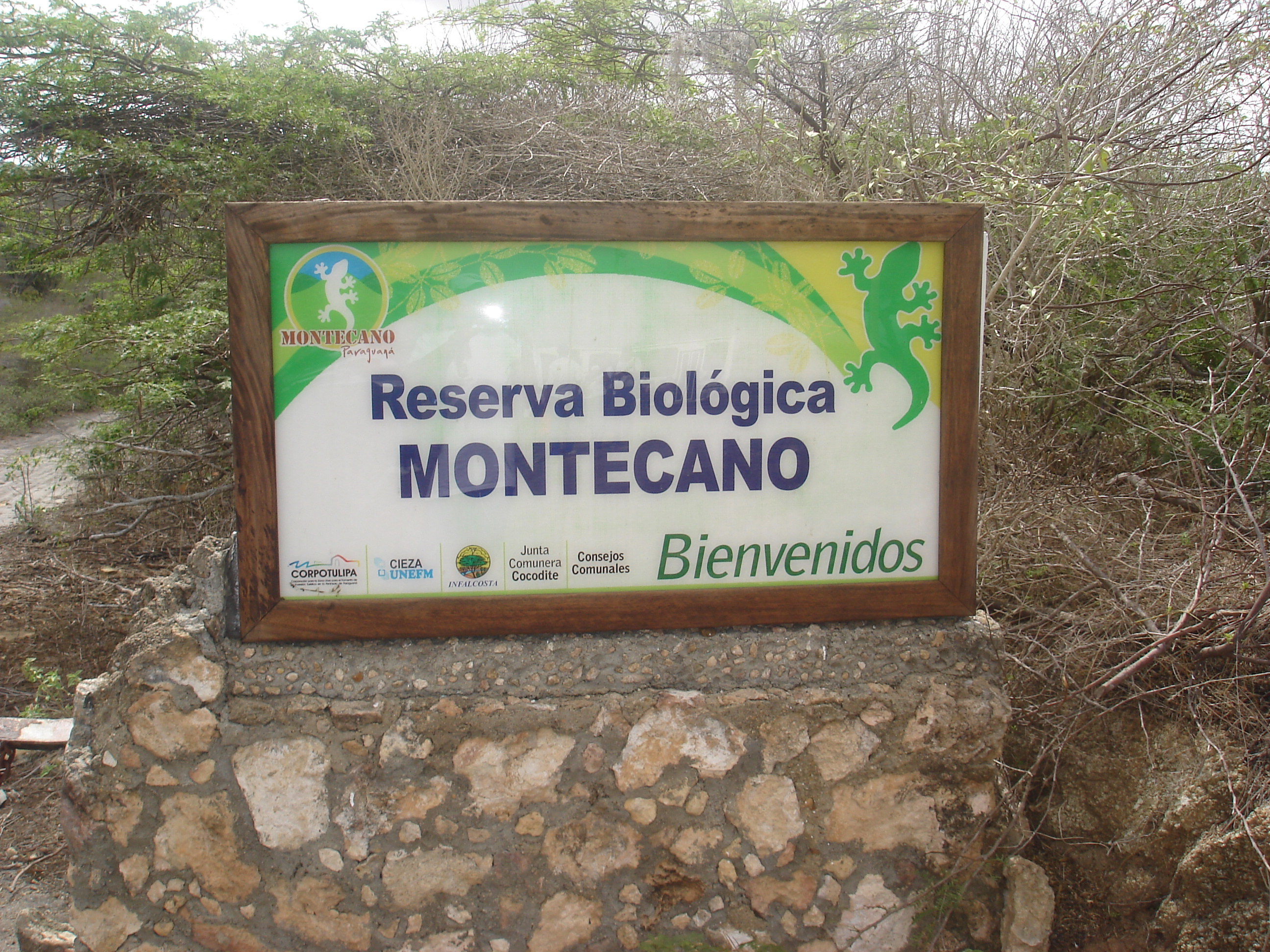
Panneau indicateur de la réserve biologique de Montecano, en 2008.

Elle abrite le siège de la réserve biologique de Montecano.